# Djaffar Bensetti
Haouari Djaffar Ben Setti (en arabe : هواري جعفر بن ستي) surnommé Djef, est né le 24 décembre 1962 à Oran (Algérie), est mort le 7 juin 2023 à Montreuil (France), est un trompettiste et saxophoniste algérien. Il a collaboré avec de nombreux chanteurs tels que Khaled, Mami, Sahraoui, Fadela et Rachid Taha, Marc Moulin en participant à leurs albums, en les accompagnant également lors de tournées internationales. Par ailleurs, il est aussi l'oncle de l'acteur Rayane Bensetti.

## Biographie

### Naissance et jeunesse
Djaffar Bensetti est né le 24 décembre 1962 dans le nord-ouest de l'Algérie, dans la ville d'Oran, au quartier Boulanger. Il est le frère de Bachir Bensetti, décédé en février 2018, qui est à son tour le père de l'acteur Rayane Bensetti,.

### Parcours artistique
Djaffar a partagé lors d'une interview que sa passion pour la trompette a pris forme grâce à Messaoud Bellemou, un trompettiste originaire de Aïn Témouchent et également ses idoles musicales, comme Oum Kalthoum, Ahmed Wahby, Belaoui Houari, Mohamed Maghni, ainsi que Miles Davis. Il a appris à jouer de la trompette grâce à un musicien espagnol installé à Oran nommé Philiberto Serna.
Djaffar commence sa carrière de trompettiste avec l'orchestre de Mohamed Belarbi, où il est devenu actif dans les années 1979/1980 sur la RTA d'Oran.

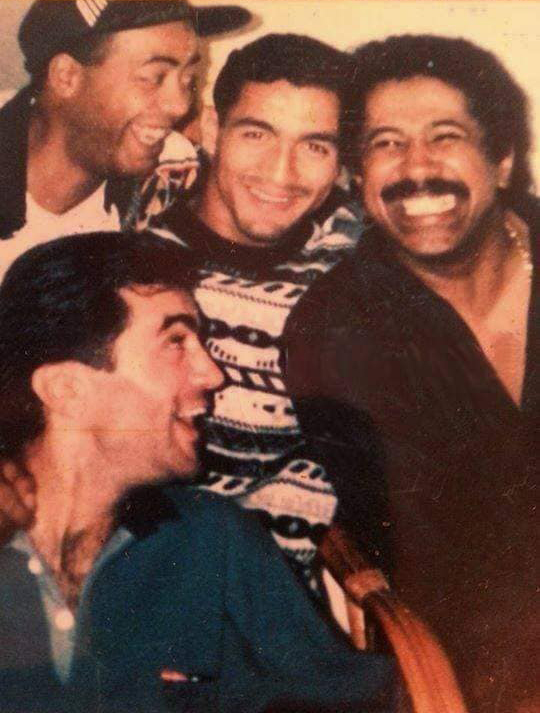
Djaffar Bensetti (t-shirt bleu) aux côtés de Khaled, accompagné de son claviériste Kada (homme avec la casquette).

Il a collaboré avec de nombreux chanteurs de raï tels que Khaled, où il était présent à l'enregistrement de son premier album en 1978 et faisait aussi partie par la suite de son groupe de musique, lors des tournées jusqu'en 2006 où il jouait la trompette de la chanson Didi qui a fait le tour du monde. Il a collaboré avec Cheb Mami pour la chanson El Ghalia, ainsi qu'avec d'autres artistes tels que Cheba Fadela, Cheb Sahraoui, Rachid Taha et Marc Moulin, où il les accompagnait lors de tournées internationales en Europe, en Amérique latine, au Japon, en Égypte et partout à travers le monde.
De plus, il a joué dans le chant collectif de la chanson de la Coupe du monde de football en 1998 avec Messaoud Bellemou. Il était le seul Algérien dans l'orchestre de 1, 2, 3 Soleils, qui comptait 60 musiciens,.
Kouider Berkane, chef d'orchestre du groupe Khaled, affirme que lors d'un concert au Caire en 1995 avec Cheb Khaled, le public a été surpris. Djaffar a interprété des compositions en utilisant un quart du maqam avec la trompette. Cette prestation a suscité la surprise des Égyptiens qui n'étaient pas habitués à l'entendre jouer autrement qu'avec la flûte.

### Trompette
Djaffar possédait une trompette unique fabriquée par un artisan italien âgé de 90 ans, décorée de pierres précieuses.

## Décès
Djaffar Bensetti est décédé le 7 juin 2023 à Montreuil en Seine-Saint-Denis, où il résidait, des suites d'une maladie. Son corps a été rapatrié à Oran et inhumé le 10 juin après la prière de l'Asr au cimetière d'Ain El Baida. Des témoignages affirment qu'il souhaitait visiter sa ville natale à plusieurs reprises, mais en raison de sa contamination par le Covid-19, il n'a pas pu effectuer cette visite.

## Discographie
Voici une liste non exhaustive de quelques-unes de ses collaborations :
- 1988 : Kutché - Khaled, Safy Boutella
- 1989 : Hana Hana - Chaba Fadela and Cheb Sahraoui
- 1991 : L'Enfant De Demain - Time Warner
- 1996 : Tout L'Temps Nerveuse - Nadim
- 1997 : Five - Hamid Baroudi
- 1997 : Mister Sax - Said Houmaoui
- 1998 : Hafla - Khaled
- 1998 : 1, 2, 3 Soleil - Rachid Taha, Khaled, Faudel
- 1999 : Kenza - Khaled
- 2001 : Top Secret - Marc Moulin
- 2001 : Gouraya - Djamel Allam